# Karl-Heinrich Hansmeyer
Karl-Heinrich Hansmeyer (* 30. Juli 1929 in Lennep; † 3. Dezember 2007 in Köln) war ein deutscher Wirtschaftswissenschaftler, Finanzwissenschaftler und Umweltökonom.

## Leben
Hansmeyer studierte von 1950 bis 1954 an der Universität zu Köln Volks- und Betriebswirtschaftslehre. Im Jahr 1956 wurde er zum Dr. rer. pol. promoviert. 1961 habilitierte er sich für das Fach Wirtschaftliche Staatswissenschaften. Hansmeyer war ein Schüler Günter Schmölders. 1951 gehörte er zu den Neustiftern des Kölner Wingolf.
1964 erhielt er einen Ruf auf den Lehrstuhl für Volkswirtschaftslehre an die Johannes Gutenberg-Universität Mainz. 1967 wurde Hansmeyer Ordinarius für Wirtschaftliche Staatswissenschaften an der Universität zu Köln, Direktor des Seminars für Finanzwissenschaft der Universität und Direktor des Finanzwissenschaftlichen Forschungsinstituts an der Universität zu Köln. Von 1973 bis 1974 und von 1991 bis 1993 war er Dekan der Wirtschafts- und Sozialwissenschaftlichen Fakultät. 1994 wurde er emeritiert.

## Wirken
Hansmeyer war Leiter der Forschungsstelle für Kommunales Finanzwesen beim Verein für Kommunalwissenschaften in Berlin. Von 1989 bis 1993 fungierte er als Vorsitzender des Finanzwissenschaftlichen Ausschusses des Vereins für Socialpolitik.
Hansmeyer engagierte sich schon früh in der Umweltökonomie und wurde Gründungsvorsitzender von 1972 bis 1978 des Sachverständigenrates für Umweltfragen, dem er bis 1981 angehörte. Er brachte dieses relativ junge Wissenschaftsgebiet auch in seine Partei, die FDP ein, die in jenen Jahren den für Umweltfragen zuständigen Bundesminister des Innern (BMI) stellte.
Seit 1976 gehörte er dem Wissenschaftlichen Beirat beim Bundesministerium der Finanzen (BMF) an, seit 1989 gehörte er zusätzlich dem Wissenschaftlichen Beirat beim Bundesministerium für Ernährung, Landwirtschaft und Forsten an.
Hansmeyer wurde am 23. Mai 1978 mit dem Bundesverdienstkreuz am Bande geehrt. Für seine Verdienste als Sonderbeauftragter für die Vorbereitung der 600-Jahr-Feier von 1981 bis 1988 wurde er 1989 mit der Universitätsmedaille der Universität Köln ausgezeichnet. Von 1982 bis 1996 war er Mitglied des Kuratoriums der Friedrich-Naumann-Stiftung.
Er war Gründungsdirektor des 1990 in Köln gegründeten Instituts für Rundfunkökonomie und war Mitunterzeichner des eurokritischen Manifests Die währungspolitischen Beschlüsse von Maastricht: Eine Gefahr für Europa (1992).

## Werke
- Der Weg zum Wohlfahrtsstaat – Wandlungen der Staatstätigkeit im Spiegel der Finanzpolitik, Frankfurt 1957.
- Finanzielle Staatshilfen für die Landwirtschaft – Zur Theorie einer sektoralen Finanzpolitik, Tübingen 1963.
- Subventionen als wirtschaftspolitisches Instrument, in: Subventionen in der Bundesrepublik, Finanzwissenschaftliche Forschungsarbeit, N.F., H. 25.
- Zur Frage einer Belastung künftiger Generationen mit Hilfe öffentlicher Schulden (in Französisch), in: Revue de Science Financière, H. 4, 1963.
- Gemeindliche Schuldenaufnahme und wirtschaftliches Wachstum, in: Archiv für Kommunalwissenschaften, Jg. 4, 1965.
- Der öffentliche Kredit – Grundzüge der Schuldenpolitik, Fritz Knapp Verlag 1965.
- Lehr- und Methodengeschichte, in: Kompendium für Volkswirtschaftslehre, Band 1, Göttingen 1966.
- Wandlungen im Handlungsspielraum der Notenbank?, in: Geldtheorie und Geldpolitik. Günter Schmölders zum 65. Geburtstag, Berlin 1968.
- Zs. mit D. Fürst: Die Gebühren, 1968.
- Die optimale Schuldenstruktur bei gegebenem Schuldenstand, Manuskript eines Referats vor dem finanzwissenschaftlichen Ausschuß des Vereins für Socialpolitik, Nürnberg 1969.
- Die Ausstattung mit zentralörtlichen Einrichtungen ausgewählter zentraler Orte in Rheinland-Pfalz, 1970.
- Zs. mit Bert Rürup: Staatswirtschaftliche Planungsinstrumente, Werner Verlag 1973.